# Barc
Barc est une commune française située dans le département de l'Eure, en région Normandie.

## Géographie

### Situation
La commune est située en bordure de la vallée de la Risle et de la plaine du Neubourg. Elle a donc un accès privilégié à deux paysages différents (plaine et la vallée).
La commune est limitrophe avec la commune de Beaumont-le-Roger (chef-lieu de canton).
|                   | Beaumontel, Bray                               |                             |
| Beaumont-le-Roger | Barc                                           | Le Plessis-Sainte-Opportune |
| Grosley-sur-Risle | Grosley-sur-Risle, Le Plessis-Sainte-Opportune | Le Plessis-Sainte-Opportune |

### Voies de communication et transports
Elle est traversée par deux routes importantes faisant l'axe Brionne/Conches et la seconde Bernay/Beaumont-le-Roger/Évreux.
Un ramassage scolaire est effectué chaque jour pour les collégiens et les lycéens.

### Hydrographie
La commune est située dans le bassin Seine-Normandie. Elle n'est drainée par aucun cours d'eau,.

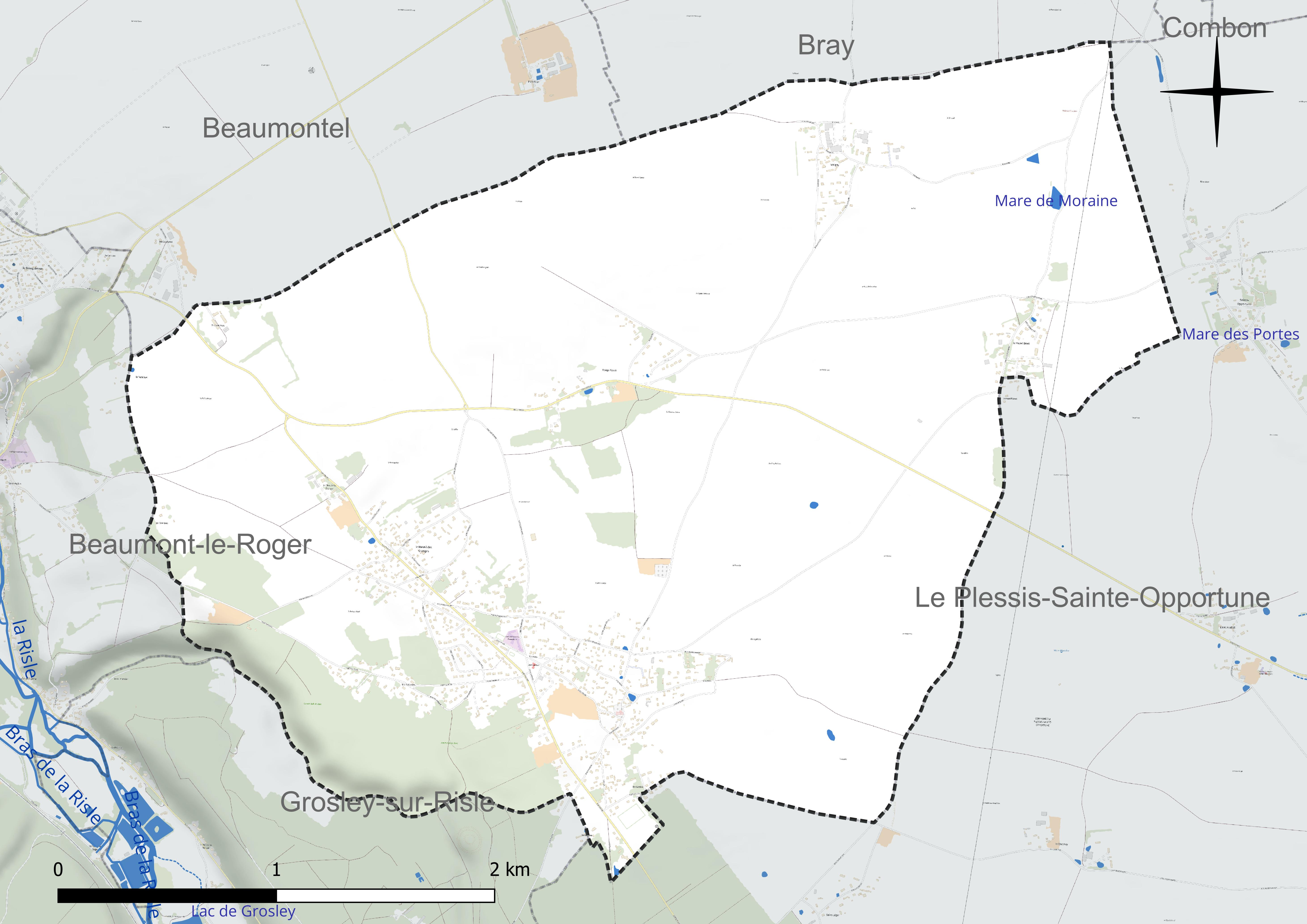
Réseau hydrographique de Barc.

Un plan d'eau complète le réseau hydrographique : la mare de Moraine (0,4 ha),.

### Climat
Pour des articles plus généraux, voir Climat de la Normandie et Climat de l'Eure.
En 2010, le climat de la commune est de type climat océanique dégradé des plaines du Centre et du Nord, selon une étude du CNRS s'appuyant sur une série de données couvrant la période 1971-2000. En 2020, Météo-France publie une typologie des climats de la France métropolitaine dans laquelle la commune est exposée à un climat océanique et est dans la région climatique  Côtes de la Manche orientale, caractérisée par un faible ensoleillement (1 550 h/an) ; forte humidité de l’air (plus de 20 h/jour avec humidité relative > 80 % en hiver), vents forts fréquents. Parallèlement le GIEC normand, un groupe régional d’experts sur le climat, différencie quant à lui, dans une étude de 2020, trois grands types de climats pour la région Normandie, nuancés à une échelle plus fine par les facteurs géographiques locaux. La commune est, selon ce zonage, exposée à un « climat des plateaux abrités », correspondant aux plaines agricoles de l’Eure, avec une pluviométrie beaucoup plus faible que dans la plaine de Caen en raison du double effet d’abri provoqué par les collines du Bocage normand et par celles qui s’étendent sur un axe du Pays d'Auge au Perche.
Pour la période 1971-2000, la température annuelle moyenne est de 10,1 °C, avec  une amplitude thermique annuelle de 13,7 °C. Le cumul annuel moyen de précipitations est de 704 mm, avec 11,7 jours de précipitations en janvier et 8,5 jours en juillet. Pour la période 1991-2020, la température moyenne annuelle observée sur la station météorologique la plus proche, située sur la commune de Bernay à 16 km à vol d'oiseau, est de 10,9 °C et le cumul annuel moyen de précipitations est de 666,9 mm,. Pour l'avenir, les paramètres climatiques de la commune estimés pour 2050 selon différents scénarios d’émission de gaz à effet de serre sont consultables sur un site dédié publié par Météo-France en novembre 2022.

## Urbanisme

### Typologie
Au 1er janvier 2024, Barc est catégorisée bourg rural, selon la nouvelle grille communale de densité à 7 niveaux définie par l'Insee en 2022.
Elle est située hors unité urbaine. Par ailleurs la commune fait partie de l'aire d'attraction d'Évreux, dont elle est une commune de la couronne,. Cette aire, qui regroupe 108 communes, est catégorisée dans les aires de 50 000 à moins de 200 000 habitants,.

### Occupation des sols
L'occupation des sols de la commune, telle qu'elle ressort de la base de données européenne d’occupation biophysique des sols Corine Land Cover (CLC), est marquée par l'importance des territoires agricoles (83,8 % en 2018), en diminution par rapport à 1990 (85 %). La répartition détaillée en 2018 est la suivante : 
terres arables (79,7 %), zones urbanisées (8,3 %), forêts (8 %), zones agricoles hétérogènes (3,5 %), prairies (0,5 %). L'évolution de l’occupation des sols de la commune et de ses infrastructures peut être observée sur les différentes représentations cartographiques du territoire : la carte de Cassini (XVIIIe siècle), la carte d'état-major (1820-1866) et les cartes ou photos aériennes de l'IGN pour la période actuelle (1950 à aujourd'hui).

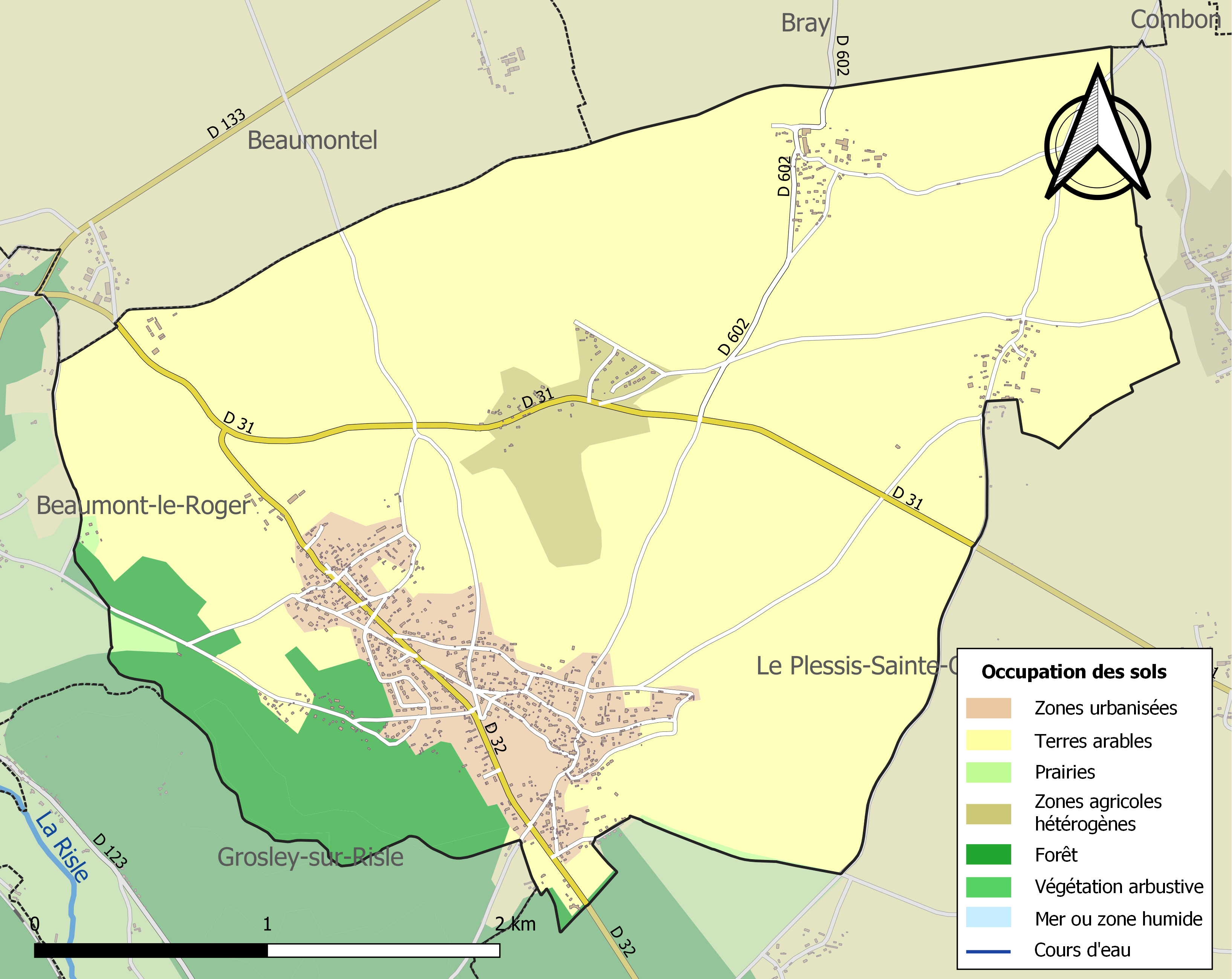
Carte des infrastructures et de l'occupation des sols de la commune en 2018 (CLC).

## Toponymie
Le nom de la localité est mentionné sous les formes latinisées Barco en 1087-1090, Barchus en 1088 (charte de Roger de Beaumont), Barcus en 1131 (charte de Henri Ier ), Barcum en 1207 (cartulaire du Bec), puis Barc en Familie en 1316 (cartulaire du prieuré de Beaumont), Saint Crespin de Bart en 1738.
Le gaulois *barco « barque », non attesté, c'est-à-dire hypothétique, a été proposé, « le village est à la tête d'un vallon allongé ». Hypothèse abandonnée aujourd'hui.
Une partie du village se trouve sur une légère élévation (un dénivelé de 53 m a été mis en évidence sur le territoire de la commune par les géomètres-topographes), c'est pourquoi, d'autres auteurs identifient le germanique berc « mont, éminence », qui s'est parfois appliqué à des monticules, comme Bark (Schleswig-Holstein, Allemagne). L'ancienne commune homonyme de Barques (Seine-Maritime) (Barc XIIe siècle), rattachée à Marques, est effectivement située sur une hauteur. Voir aussi Berck et Bergues.

## Histoire
D'après Charpillon, le nom de l'église de Barc est mentionné à la fin du XIe siècle. Le seigneur de Beaumont-le-Roger (qui donna son nom à la ville), fils de Onfroi de Vieilles, ayant fondé dans sa ville vers 1070, une collégiale dédiée à la Sainte-Trinité, lui assura des revenus pour lesquels Barc fut largement mis à contribution : 360 acres de terres, les dîmes, tous les revenus de la forêt et les droits de chasse. Quelques années plus tard, en complément de dotation, le même Roger de Beaumont donna à sa collégiale l’église de Barc avec son apanage.
En 1141, un descendant de Roger, le comte de Meulan, transforma la collégiale de Beaumont en prieuré dépendant de l'abbaye du Bec Hellouin. L’abbaye qui, depuis Hellouin son fondateur, possédait des biens à Barc, reçut le patronage de l’église dédié aux deux frères martyrs de Soissons, saint Crépin et saint Crépinien, avec les revenus qui lui étaient attachés.
Au début du XIIIe siècle, l’abbé du Bec fut déclaré, à perpétuité, chanoine d'Évreux. Il fonda alors, à son profit, une prébende dite de Marbeuf pour laquelle furent employés le patronage et les dîmes de diverses églises : Marbeuf, Saint-Aubin-d'Écrosville, la Roussière, Émanville, Hellenvilliers et Barc. Ces revenus furent détachés de ceux de l’abbaye pour constituer la prébende de l’abbé.

### Seconde Guerre mondiale

#### Les fusillés du 23 aout 1944
Le 23 aout 1944, quelques jours avant la Libération, la[Quoi ?] FFI de Conches, ordonne à tous ses membres de se rassembler. Roger Loutrel et Lucien Brossier alors en chemin sont arrêtés à Louversey par deux Allemands. N'ayant pas leurs papiers, ils sont envoyés au poste de police. Après fouille, deux brassards des FFI sont retrouvés dans leurs poches. À la suite du refus de dénoncer leur camarade résistants, ils sont abattus après avoir creusé leurs tombes.

## Politique et administration
| Période                                  | Période | Identité                               | Étiquette                      | Qualité                 |
| ---------------------------------------- | ------- | -------------------------------------- | ------------------------------ | ----------------------- |
|                                          | 1837    | Claude Jacques Leguay                  |                                |                         |
| 1837                                     | 1852    | Jean Antoine Barbey                    |                                |                         |
| 1852                                     | 1855    | Toussaint Ferdinand (1791-1869) Vilain |                                |                         |
| 1855                                     | 1870    | Charles Remy Gaillard (1811-)          |                                |                         |
| 1870                                     | 1874    | Felix Edouard Roussel                  |                                |                         |
| 1874                                     | 1891    | Adolphe Eugene Duprey                  |                                |                         |
| 1891                                     | 1911    | Pierre Desiré Ricard (1844-1911)       |                                | Propriétaire Exploitant |
| 1912                                     |         | Alfred Emile Dubost (1855-1942)        |                                | Propriétaire de Ferme   |
| avant                                    | ?       | Armand Bersot (1891-1988)              |                                |                         |
| 1965                                     | 2008    | Charles Deschamps                      |                                |                         |
| 2008                                     | 2020    | Colette Drouin                         | DVD                            | Retraitée               |
| 2020                                     | 2026    | Jocelyne Heurtaux                      | Sans étiquette(agir pour Barc) |                         |
| Les données manquantes sont à compléter. |         |                                        |                                |                         |

## Population et société

### Démographie
Les habitants de Barc sont les Barcois et les Barcoises.
L'évolution du nombre d'habitants est connue à travers les recensements de la population effectués dans la commune depuis 1793. Pour les communes de moins de 10 000 habitants, une enquête de recensement portant sur toute la population est réalisée tous les cinq ans, les populations de référence des années intermédiaires étant quant à elles estimées par interpolation ou extrapolation. Pour la commune, le premier recensement exhaustif entrant dans le cadre du nouveau dispositif a été réalisé en 2005.

En 2022, la commune comptait 1 168 habitants, en évolution de −3,79 % par rapport à 2016 (Eure : −0,25 %, France hors Mayotte : +2,11 %).
| 1793 | 1800 | 1806 | 1821 | 1831 | 1836 | 1841 | 1846 | 1851 |
| ---- | ---- | ---- | ---- | ---- | ---- | ---- | ---- | ---- |
| 645  | 708  | 725  | 818  | 825  | 843  | 807  | 829  | 793  |

| 1856 | 1861 | 1866 | 1872 | 1876 | 1881 | 1886 | 1891 | 1896 |
| ---- | ---- | ---- | ---- | ---- | ---- | ---- | ---- | ---- |
| 766  | 777  | 743  | 665  | 655  | 612  | 620  | 608  | 570  |

| 1901 | 1906 | 1911 | 1921 | 1926 | 1931 | 1936 | 1946 | 1954 |
| ---- | ---- | ---- | ---- | ---- | ---- | ---- | ---- | ---- |
| 539  | 516  | 543  | 478  | 507  | 468  | 462  | 603  | 607  |

| 1962 | 1968 | 1975 | 1982 | 1990 | 1999 | 2005 | 2006 | 2010  |
| ---- | ---- | ---- | ---- | ---- | ---- | ---- | ---- | ----- |
| 662  | 594  | 579  | 639  | 766  | 772  | 882  | 896  | 1 063 |

| 2015  | 2020  | 2022  | - | - | - | - | - | - |
| ----- | ----- | ----- | - | - | - | - | - | - |
| 1 198 | 1 155 | 1 168 | - | - | - | - | - | - |

### Éducation
- Ecole primaire et maternelle "Les Renardeaux"
- Bibliothèque

### Manifestations culturelles et festivités
- Foire à tout annuelle
- Foire à la Puéricultures
- Loto
- Marché fermier et artisanal

### Sports
Une écurie de Tracteur Pulling vit a Barc
La Team HUE tracteur pulling

#### Infrastructure
- Stade Marcel Deschamps
- Paintball
- Citi
- Aire de jeux pour enfant

#### Anciennement
- Football Club de Barc
- Club de Rugby

## Économie
La ville de Barc accueille sur son territoire plusieurs entreprises de plusieurs secteurs.

## Culture locale et patrimoine

### Lieux et monuments
Barc compte un édifice inscrit au titre des monuments historiques :
- L'église Saint-Crépin-et-Saint-Crépinien (XIIIe et XVIe)  Inscrit MH (1927)[28].

Cette église, à l'exception du chevet en bordure de rue, est au cœur du cimetière ancien qu'entoure un mur en pierre.
L'ensemble chœur-nef forme un bâtiment de plan rectangulaire, avec une toiture à double pente, en ardoise sur le chœur, en tuile plate sur la nef et ses annexes du XIIe siècle. La nef a été refaite au XVIe siècle, la même période voit s'édifier la tour clocher quadrangulaire, haute de 36 mètres.
À l'ouest, au voisinage de l'ancienne porte d'entrée, les pierres sont abondamment poinçonnées de graffitis, souvenirs du passage d'anciens pèlerins.
À l'intérieur, on peut voir, notamment, des vitraux du XXe siècle, œuvres des ateliers du verrier ébroïcien Marette et des ateliers Lorin et Devisme, ainsi qu'une toile peinte de Notre-Dame-de-Piété (1769) par le chevalier Sixe (peintre du duc de Bouillon, né à L'Aigle en 1704).

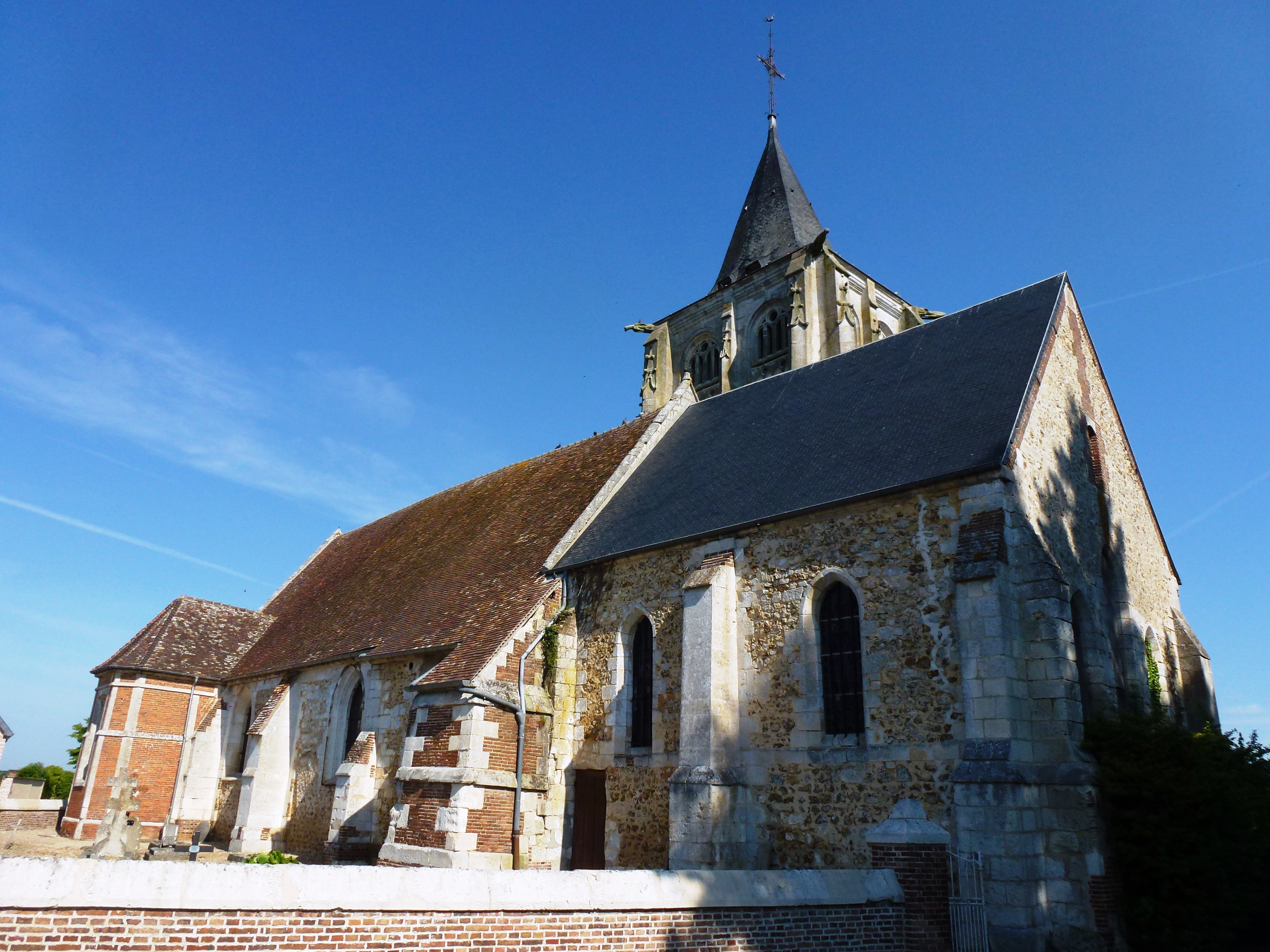
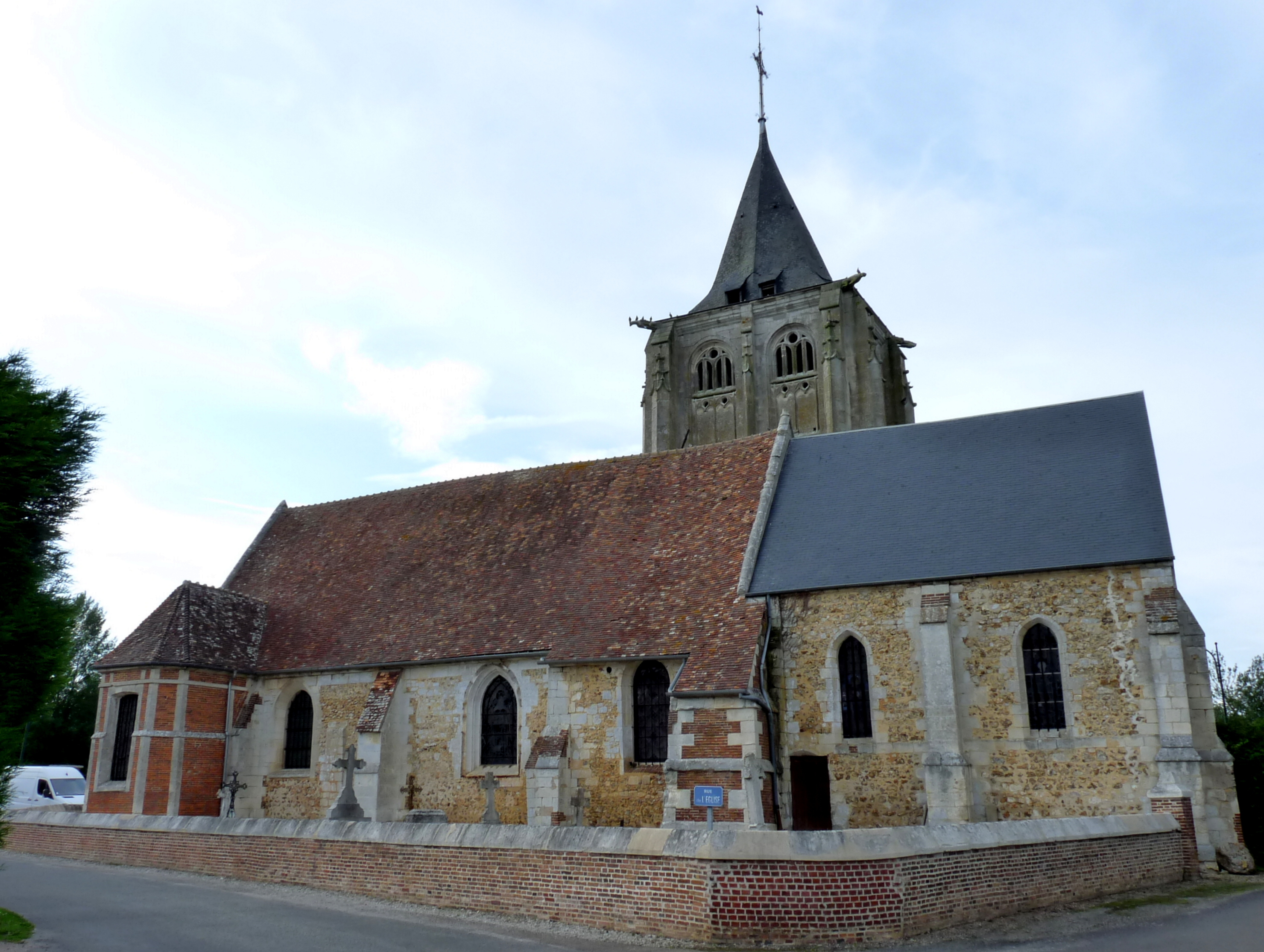
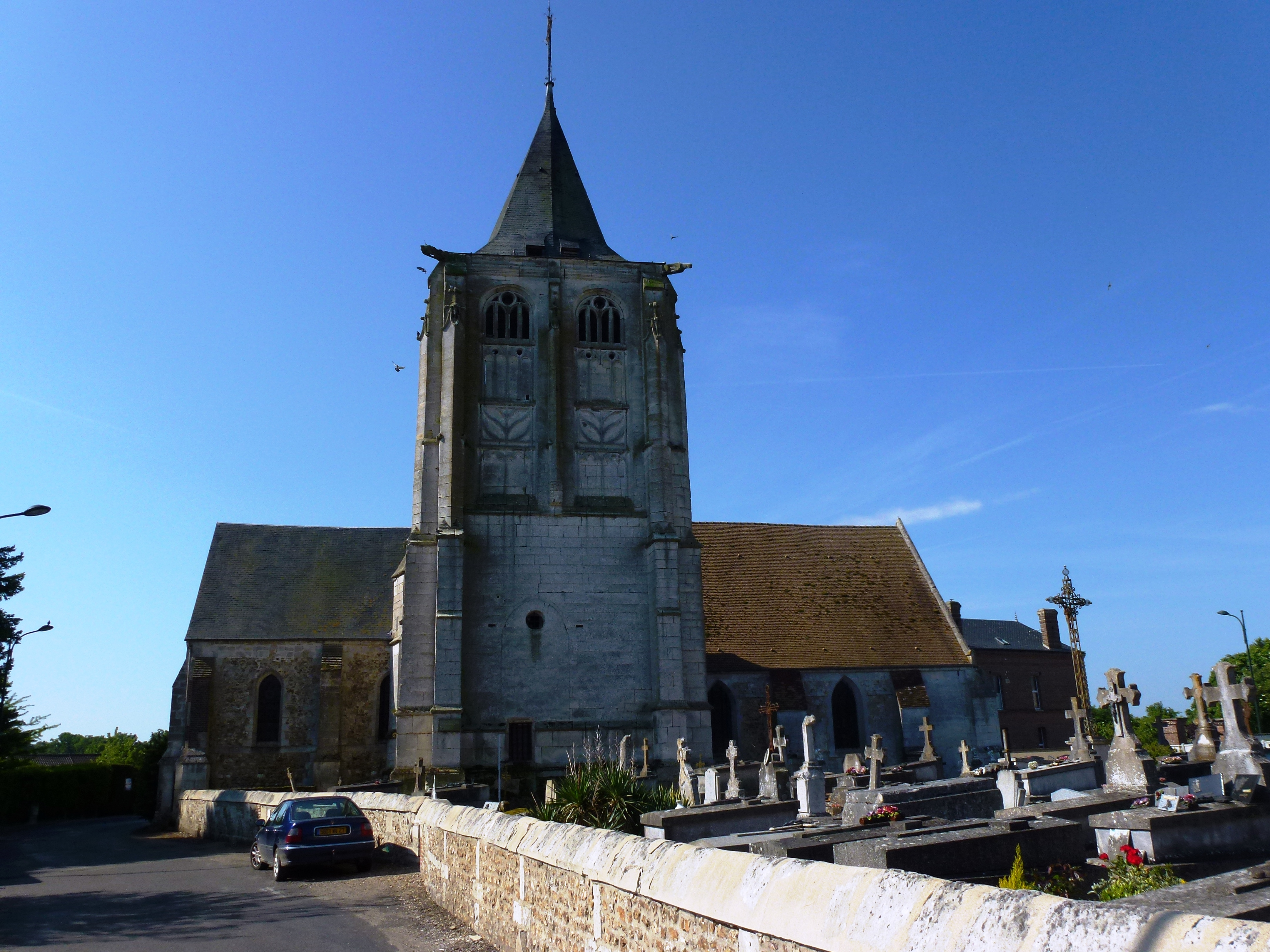
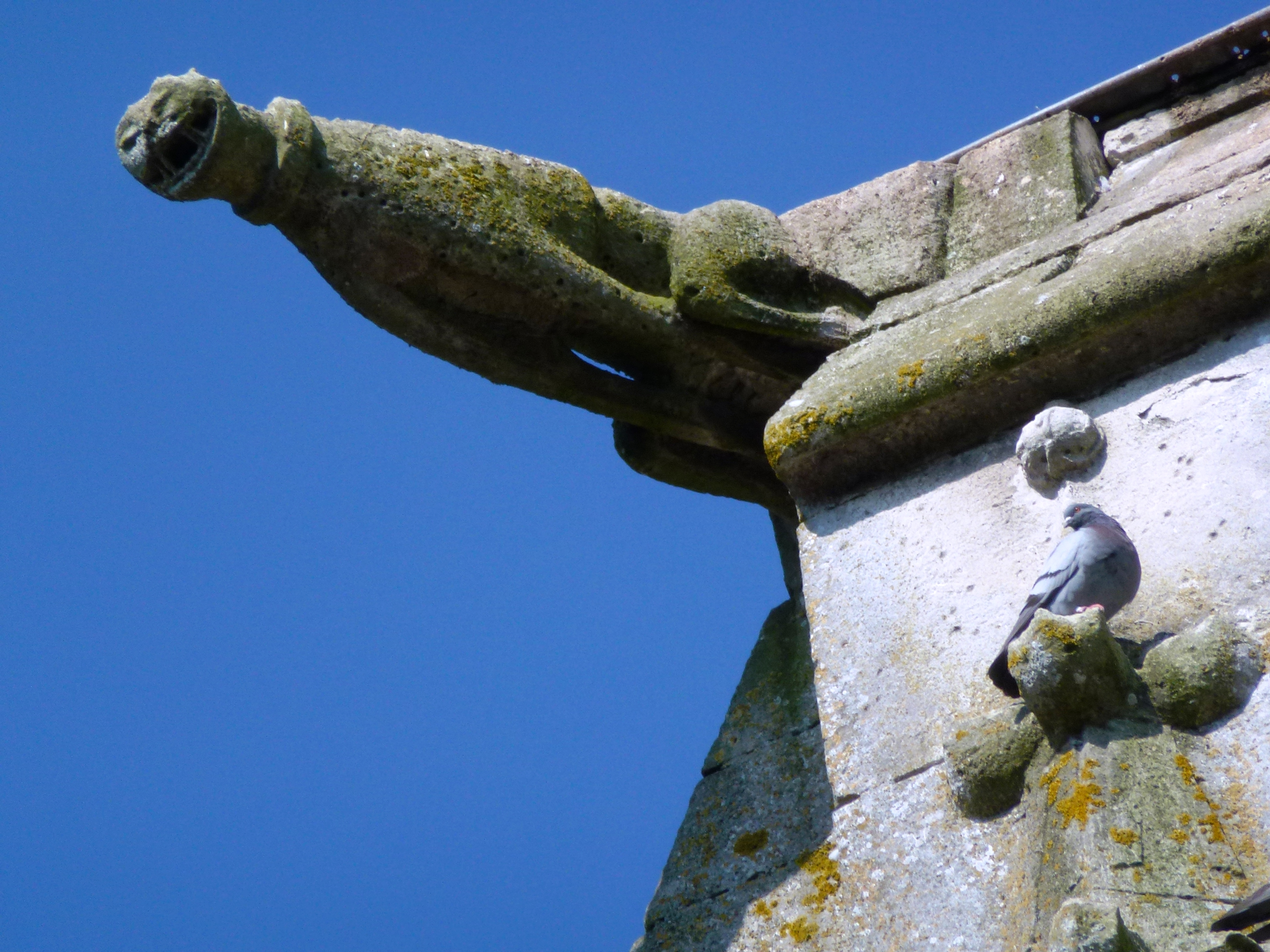
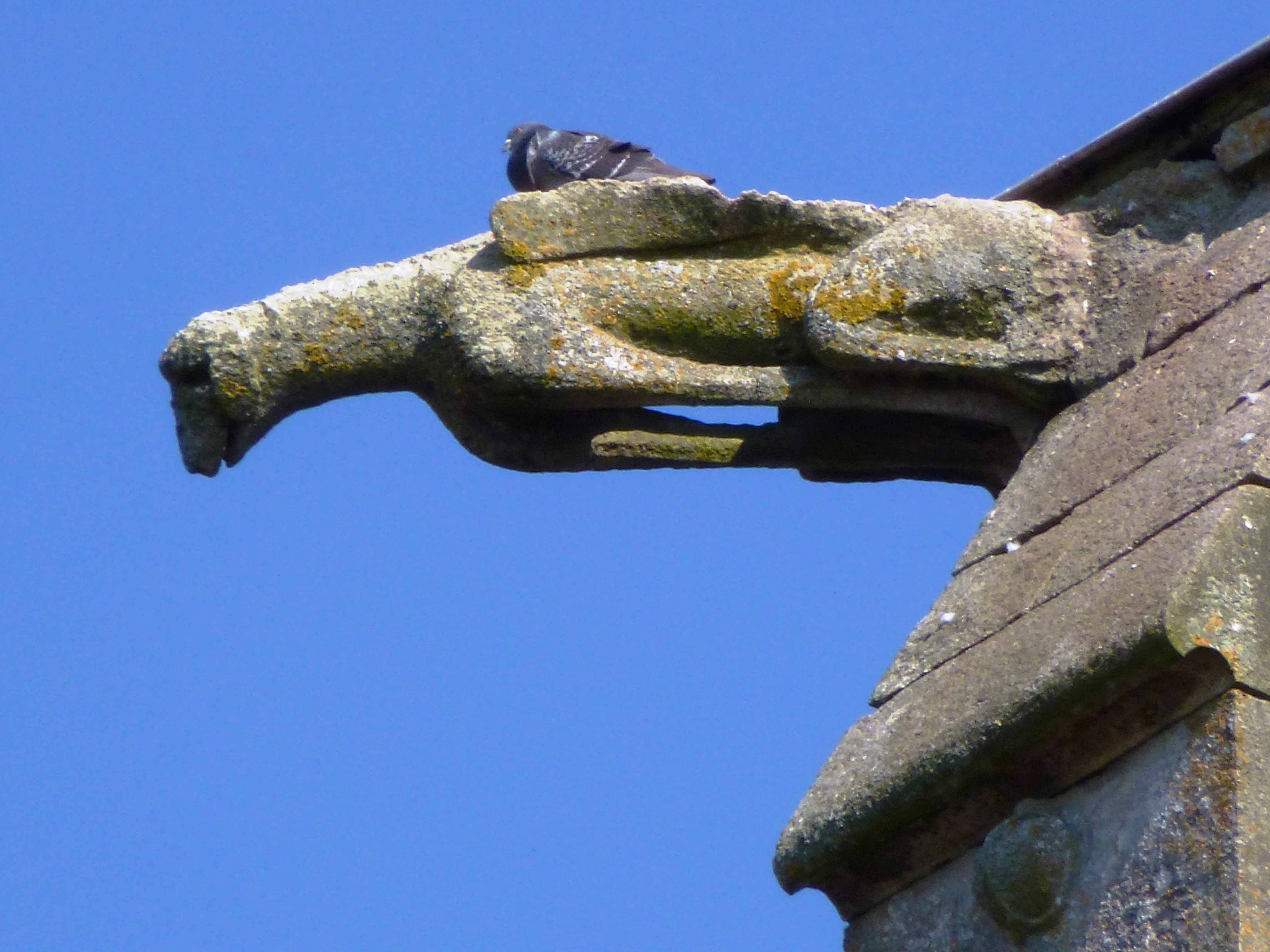

Par ailleurs, la commune compte sur son territoire plusieurs monuments inscrits à l'inventaire général du patrimoine culturel :
- Le presbytère (XVIIe)[31] ;
- Une croix de cimetière de 1840[32] ;
- Un puits du XVIIIe siècle au lieu-dit le Mesnil des Granges[33] ;
- Trois fermes des XVIIe et XVIIIe siècles[34],[35],[36].

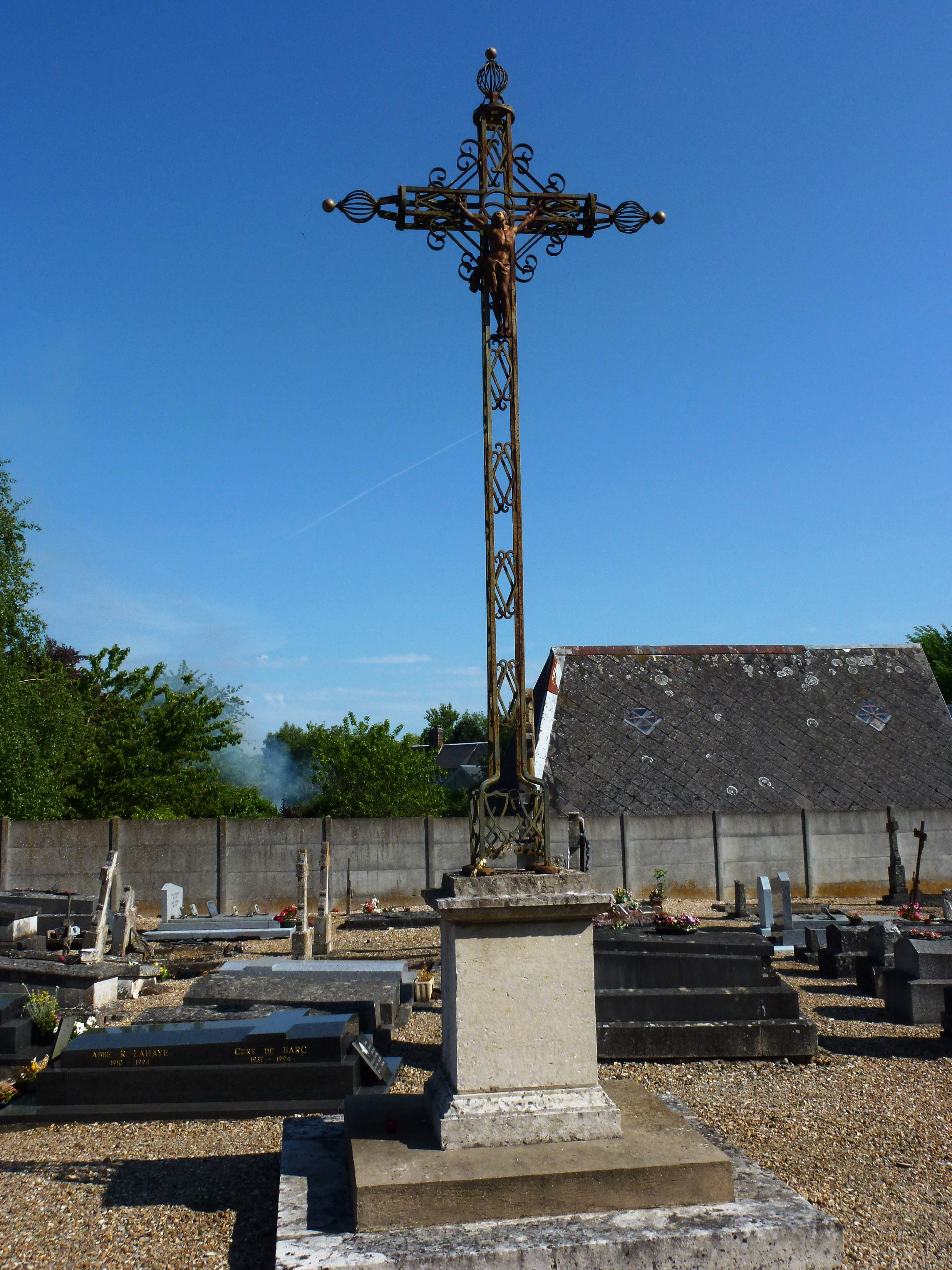
Croix de cimetière.

### Patrimoine naturel

#### ZNIEFF de type 1
- La mare de Moraine[37]

#### ZNIEFF de type 2
- La vallée de la Risle de la Ferrière-sur-Risle à Brionne, la forêt de Beaumont, la basse vallée de la Charentonne[38].

### Héraldique
| Armes de Barc | Les armes de la commune de Barc se blasonnent ainsi : tiercé en pairle renversé : au 1) de gueules aux deux léopards d’or passant l’un sur l’autre, au 2) d’or au tilleul de sinople, au 3) d’argent à la gerbe de blé soudé d’or ; au chevron étai de sable pavé d’argent brochant sur la partition. Les deux léopards d'or des armoiries de Barc rappellent les armoiries de la Normandie. |